# Dicranum chlorophyllosum
Dicranum chlorophyllosum är en bladmossart som beskrevs av C. Müller 1848. Dicranum chlorophyllosum ingår i släktet kvastmossor, och familjen Dicranaceae. Inga underarter finns listade i Catalogue of Life.